# Hakubunkan
Hakubunkan (株式会社集英社, Hakubunkan shinsha) est une maison d'édition japonaise fondée en 1887, en pleine période de modernisation de l'ère Meiji. Elle débute en imprimant un magazine nationaliste et se développe dans l'impression, la publicité, la fabrication de papier et les activités connexes, devenant ainsi l'une des plus grandes sociétés d'édition du Japon.
L'activité principale de Hakubunkan shinsha est désormais la publication de divers journaux intimes, revues et agendas, en particulier ceux de l'époque de la société Hakubunkan d'origine.
Il est à noter que Hakubunkan n'a aucun lien avec la société Hakubun qui produit du matériel pédagogique.

## Histoire
En 1887, Ōhashi Sahei (ja) fonde la société à Yumi dans le quartier tokyoïte de Hongō (dans l'actuel arrondissement de Bunkyō). Elle porte le nom d'Itō Hirobumi, sur la base d'une prononciation alternative de son prénom. Hakubunkan commence à publier le magazine Nihon taika ronshū (日本大家論集, litt. « Collection de traités d'experts du Japon ») également en 1887. L'une des histoires les plus célèbres à paraître dans le magazine est L'Usurier (Konjiki Yasha) (aussi intitulé Le Démon d'or) d'Ozaki Kōyō, qui s'inspire pour deux des personnages de la pièce d'Ōhashi Shintarō (fils du fondateur de la société) et Tomiyama Tadatsugu.
Hakubunkan fonde ensuite la chaîne de librairies Tōkyōdō (l'ancêtre de Tōkyōdō Shoten (en) et Tohan Corporation) en 1891. L'année suivante, Tōkyōdō déménage à Hongoku, un quartier de Nihonbashi à Tokyo (aujourd'hui dans l'arrondissement de Chūō). En 1893, Tōkyōdō devient une agence de presse nationale et internationale. Au début de 1895, Hakubunkan commence à publier le magazine généraliste Taiyō (太陽, litt. Soleil). Le bureau d'impression de Hakubunkan (ancêtre de Kyodo Printing) est ensuite fondé en 1896.
Pour célébrer son quinzième anniversaire, Hakubunkan ouvre gratuitement la bibliothèque privée Ōhashi (actuelle bibliothèque Sankō) le 15 juin 1902 dans le parc de Shiba de l'arrondissement de Minato à Tokyo.
Lors du séisme du Kantō de 1923, le bâtiment qui abrite le siège de Hakubunkan est détruit par un incendie et la société déménage dans le quartier de Tozaki dans l'arrondissement de Koishikawa (aujourd'hui dans Bunkyō). Après que le magazine Taiyō ait cessé de paraître en 1927, Hakubunkan continue à fonctionner dans le rouge, se divisant finalement en trois sociétés en 1948 : Hakuyūsha, Kōyūsha et Kōbunkan. Hakuyūsha recommence à utiliser le nom Hakubunkan en 1949 avant de le changer à nouveau en Hakubunkan Shinsha en 1950.

## Magazines

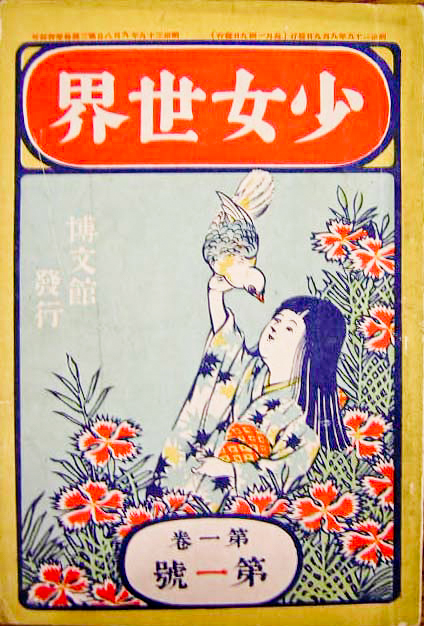
1er numéro du Shojo Sekai de 1906.

Hakubunkan a publié de nombreux magazines, dont les suivants :
- Bōken Sekai (冒険世界, janvier 1908 - décembre 1919) est remplacé par Shinseinen.
- Bungei Club (文芸倶楽部, janvier 1895 - janvier 1921) change son titre en Shin Bungaku (新文学?) à partir du numéro de janvier 1921, puis hérite ensuite de Shin Shumi jusqu'en 1933.
- Bunshō Sekai (文章世界, mars 1906 - février 1921) change son titre en Shin Bungaku (新文学?) à partir du numéro de janvier 1921, puis a été remplacé par Shin Shumi.
- Chūgaku Sekai (中学世界?, septembre 1898 - mai 1928)
- Jogaku Sekai (en) (女学世界?, janvier 1901 - juin 1925)
- Kōdan Zasshi (講談雑誌, avril 1915 - 1954) change ensuite son éditeur en Kōdanzasshisha, puis Bunyūkan, puis enfin Hakuyūsha.
- Nihon Taika Ronshū (日本大家論集, juin 1887 - décembre 1894) est remplacé par Taiyō.
- Nōgyō Sekai (農業世界?, avril 1906 - 1968), change son éditeur en Nōgyō Sekaisha, puis en Hakuyūsha.
- Pocket (ポケット?, septembre 1918 - mars 1927)
- Shin Seinen (新青年, janvier 1920 - juillet 1950) change son éditeur de Ekoda Shobō à Bunyūkan, puis à Hakuyūsha.
- Shin Shumi (新趣味, janvier 1922 - novembre 1923)
- Shōjo Sekai (septembre 1906 - octobre 1931)
- Shōnen Sekai (janvier 1895 - janvier 1933?)
- Shōnen Shōjo Tankai (少年少女譚海?, janvier 1920 - mars 1944), publié à partir de janvier 1940 sous le nom de Kagaku to Kokubō Tankai
- Taiyō (太陽, janvier 1895 - février 1928)
- Tantei Shōsetsu (探偵小説?), septembre 1931 - 1932)
- Yakyūkai (野球界?, novembre 1908 - octobre 1959) est transféré de Yakyūkaisha à Hakuyūsha, tandis que le titre du magazine est changé à quelques reprises.
- Yōnen Gahō (幼年画報?, janvier 1906 - 1935)
- Yōnen Sekai (幼年世界?, janvier - décembre 1900, janvier 1911 - octobre 1923)